# WMLK
WMLK ist ein christlicher Rundfunksender der Assemblies of Yahweh mit Sitz in Bethel (Pennsylvania). 

## Geschichte
Die Wurzeln von WMLK gehen auf das Jahr 1966 zurück, als Jacob O. Meyer, der Gründer der Assemblies of Yahweh, einen Rundfunkdienst mit dem Namen Sacred Name Broadcast ins Leben rief. Inspiriert durch den Auftrag im Evangelium nach Matthäus (Matthäus 28,19–20 ), die Gute Nachricht weltweit zu verkünden, versuchten Elder Meyer und die Brüder der Assemblies of Yahweh, ihre eigene Sendeplattform zu etablieren.

## Sendezeiten
Die Assemblies of Yahweh senden WMLK an 6 Tagen in der Woche auf Kurzwelle. Seit Ende Oktober 2024 haben sie ihre Sendezeiten aktualisiert und erfolgreich eine dritte Frequenz hinzugefügt:
- Auf 15150 kHz: 12:00–17:00 GMT
- Auf 17525 kHz: 17:30–22:30 GMT
- Auf 9275 kHz: 23:00–04:00 Uhr GMT